# Couroupita
Couroupita is een geslacht uit de familie Lecythidaceae. De soorten uit het geslacht komen voor in tropisch Centraal-Amerika en Zuid-Amerika.

## Soorten
- Couroupita guianensis Aubl.
- Couroupita nicaraguarensis DC.
- Couroupita subsessilis Pilg.